# Tampa Bay Rays
Tampa Bay Rays er et amerikansk baseballhold fra St. Petersburg, Florida, der spiller i MLB-ligaen. Rays hører hjemme i Eastern Division i American League, og spiller deres hjemmekampe på Tropicana Field.
Rays blev stiftet i 1998 under navnet Tampa Bay Devil Rays, som var holdets navn frem til afslutningen af 2007, hvor man ændrede til den nuværende betegnelse. Holdet har i sin relativt korte levetid været et af ligaens svageste, og har aldrig formået at spille sig frem til World Series, MLB-ligaens finaleserie.